# PerlEditor
PerlEditor(パールエディター)とは、Perlプログラムの編集に最適化されたCGIスクリプト用のテキストエディタである。

## 概要
Perlの文法に合わせて色分けされる。左側にはソースコードに書き込まれたサブルーチンや配列、変数が表示される。また、印刷にも対応している。

## 機能
- あらかじめ定型文や頻繁に使う命令などを入力するツールが用意されているため、構文を効率よく挿入することができる。
- 「キーワード」機能があり、リストに登録することで、そのキーワードが記述されているところにカーソルが移動できる。なお、検索機能はその検索した言葉を色分けするだけで、移動はしない。
- 文字コードを指定して保存することもできる。
- スクロールすると、カーソルの位置がスクロールに合わせて移動する。